# Ancita varicornis
Ancita varicornis är en skalbaggsart som först beskrevs av Ernst Friedrich Germar 1848.  Ancita varicornis ingår i släktet Ancita och familjen långhorningar. Inga underarter finns listade i Catalogue of Life.